# Symphonique (album de Julien Clerc)
Albums de Julien Clerc
Tour 09
(2009) Tournée 2015
(2016)
Symphonique - À l'Opéra national de Paris - Palais Garnier est l'album de Julien Clerc enregistré en public le 29 avril 2012 à l'Opéra national de Paris - Palais Garnier, lors de sa tournée symphonique faisant suite à la sortie de l'album Fou, peut-être.  Il comprend deux CD ou deux CD et un DVD.  Le DVD seul et le Blu-Ray sont également disponibles.

## Titres CD 1
| 1.  | Jaloux de tout               | Étienne Roda-Gil                           | Christian Padovan - Julien Clerc | 4:32 |
| 2.  | La Belle est arrivée         | Étienne Roda-Gil                           | Julien Clerc                     | 2:50 |
| 3.  | Ballade pour un fou          | Horacio Ferrer (adpat. : Étienne Roda-Gil) | Astor Piazzolla                  | 4:17 |
| 4.  | Je sais que c'est elle       | Étienne Roda-Gil                           | Julien Clerc                     | 3:44 |
| 5.  | Fou, peut-être               | Maxime Le Forestier                        | Julien Clerc                     | 4:14 |
| 6.  | C'est une Andalouse          | Étienne Roda-Gil                           | Julien Clerc                     | 4:07 |
| 7.  | La Jupe en laine             | Gérard Duguet-Grasser                      | Julien Clerc                     | 3:37 |
| 8.  | La nuit c'est tous les jours | Alex Beaupain                              | Julien Clerc                     | 3:24 |
| 9.  | Le cœur volcan               | Étienne Roda-Gil                           | Julien Clerc                     | 2:59 |
| 10. | Hôtel des Caravelles         | Étienne Roda-Gil                           | Julien Clerc                     | 3:50 |
| 11. | Le Patineur                  | Étienne Roda-Gil                           | Julien Clerc                     | 2:47 |
| 12. | This Melody                  | Étienne Roda-Gil                           | Julien Clerc                     | 4:20 |

## Titres CD 2
| 1.  | Utile                               | Étienne Roda-Gil                                      | Julien Clerc   | 4:32 |
| 2.  | Jivaro song                         | Étienne Roda-Gil                                      | Julien Clerc   | 3:30 |
| 3.  | Je suis un grand cygne blanc        | Gérard Manset                                         | Julien Clerc   | 2:57 |
| 4.  | Le Temps d'aimer                    | Jean-Loup Dabadie                                     | Julien Clerc   | 3:23 |
| 5.  | Si on chantait                      | Étienne Roda-Gil                                      | Julien Clerc   | 3:17 |
| 6.  | Double enfance                      | Maxime Le Forestier                                   | Julien Clerc   | 3:04 |
| 7.  | Elle voulait qu'on l'appelle Venise | Étienne Roda-Gil                                      | Julien Clerc   | 3:13 |
| 8.  | Let the sunshine                    | Gerome Ragni - James Rado (Adapt. : Jacques Lanzmann) | Gal Mac Dermot | 6:12 |
| 9.  | Ma préférence                       | Jean-Loup Dabadie                                     | Julien Clerc   | 3:45 |
| 10. | Femmes, je vous aime                | Jean-Loup Dabadie                                     | Julien Clerc   | 4:15 |
| 11. | Ce n'est rien                       | Étienne Roda-Gil                                      | Julien Clerc   | 5:03 |

## Musiciens
- Direction d'orchestre : Stephan Gaubert
- Pianos : Julien Clerc, Alain Lanty
- Guitare et batterie : Christophe Dubois
- Violons : Karen Brunon (solo), David Braccini, Emelyne Chirol, Pauline Dangleterre, Akémi Fillon, Anne Gravoin, Claire Honorat, Caroline Lartigaud, Élodie Michalakakos, Marie Nonon, Vinh Pham, Marie-Caroline Regottaz, Caroline Ritchot, François Villevieille
- Violons alti : Christophe Briquet, Julien Gaben (solo), Maud Gastinet, Martin Rodriguez
- Violoncelles : Élise Borgetto, Florence Hennequin, Miwa Rosso (solo), Mathilde Sternat
- Contrebasses : Maria Chirokoliyska (solo), Thomas Garoche, Marjolaine Plagnard
- Flûtes : Léna Gutke, Claire Luquiens
- Hautbois : Pascal Saumon
- Clarinettes : Jessica Bessac-Caron, Fabian Lefebvre
- Basson : Philippe Hanon
- Cors : Mathilde Fevre, Grégory Sarrazin
- Trompettes : David Riva, Loïc Sonrel
- Timbales : Emmanuel Curt, Samuel Domergue

## Technique
- Arrangement : Philippe Uminski
- Orchestration : Philippe Uminski et Stephan Gaubert